# قالهر (مقاطعة دليجان)
قالهر (بالفارسية: قالهر) هي قرية تقع في قسم هستيجان الريفي (مقاطعة دليجان) في إيران. يقدر عدد سكانها بـ 618 نسمة بحسب إحصاء 2016.